# Андреас Торкільдсен
Андреас Торкільдсен (англ. Andreas Thorkildsen; нар. 1 квітня 1982, Крістіансанн) — норвезький метальник списа. Чемпіон світу, дворазовий олімпійський чемпіон, чемпіон Європи, рекордсмен Норвегії, дворазовий переможець фіналів Гран-прі ІААФ.

## Життєпис
Андреас народився в спортивній сім'ї, де у нього є також старший брат. Його батько був метальником списа, а мати змагалася на дистанції 100 м з бар'єрами. Саме батько і почав тренувати малого Андреаса, коли тому було 11.

## Кар'єра
До 17-ти років Андреас встановлював нові рекорди Норвегії в метанні списа в різних вікових групах. Перший серйозний старт на юніорському рівні відбувся в 1999 році в Ризі на юніорському чемпіонаті Європи. Торкілдсен посів на ньому сьоме місце. Вже наступного року на юніорському чемпіонаті світу в Сантьяго він виграє срібну нагороду, продемонструвавши результат 76,34 м. В 2001, на юніорському чемпіонаті Європи з легкої атлетики, що відбувався в Гроссето, Торкілдсен здобуває ще одне срібло, поступившись першим місцем Олександу Іванову з Росії.

### Дорослі змагання
В тому ж році Андреас здобув перший досвід виступів на дорослих змаганнях високого рівня. Таким змаганням став чемпіонат світу, що відбувався в Едмонтоні. Однак, для Андреаса, перший млинець виявився глевким і Андреас зайняв останню позицію на турнірі, з дуже низьким результатом 68,41 м.
У 2002 році Торкілдсен Брав участь в чемпіонаті Європи в Мюнхені, але так само невдало: 7-е місце в кваліфікації в своїй групі і загальне 15-е.
Наступний рік став для норвежця вдалішим. Окрім того, що він встановив новий особистий рекорд (85,72 м), так ще й вперше пробився до фіналу змагань на чемпіонаті світу, що відбувався в Парижі. Щоправда у фіналі, метнувши списа майже на 2 метри ближче ніж в кваліфікації, гідної конкуренції призерам він скласти не зміг, показавши лише 11-й результат.

### Олімпійські ігри
У 2004 році Торкільдсен створив справжню сенсацію, вигравши Олімпійські ігри в Афінах. В кваліфікації Олімпійського турніру Андреас одразу метнув списа на 81,74 м, що дозволило йому одразу потрапити у фінал (норматив становив 81 метр рівно). Та все ж фаворитом був не він, а Бро Грір з США, що і підтвердив свої зазіхання на перемогу в кваліфікації показавши результат 87,25 м. Однак американець отримав ушкодження і не зміг продемонструвати гідного результату в фіналі. Отже основна боротьба точилася між Торкілдсеном, ще однією несподіванкою Вадімсом Васілевскісом і росіянами Сергієм Макаровим та Олександром Івановим. Але ні лідер двох попередніх сезонів Макаров, ні Іванов, що показав найкращий результат сезону 2004 року не змогли перевершити результат Торкільдсена 86,50 м.
Звісно після Олімпійського тріумфу на чемпіонаті світу в Гельсінкі Андреас вважався одним з фаворитів. В кваліфікації він підтвердир свій статус, ставши одним з трьох атлетів хто виконав кваліфікаційний норматив і напряму потрапив до фіналу. У фіналі несприятлива погода з дощем суттєво вплинула на перебіг змагань. Так фаворит сезону, фін Теро Піткамякі, зміг метнути списа на 10 метрів ближче від свого найкращого результату в 2005 році і в підсумку зайняв лише 4-ту позицію. Лідерство після трьох спроб утримував Торкільдсен, але в своїй четвертій спробі результат 87,17 м, показав срібний призер попередньої першості світу, естонець Андрес Варнік, який і став для нього переможним. Торкілдсен залишився другим, здобувши свою першу нагороду на чемпіонатах світу. В тому ж році на фіналі Гран-прі ІААФ в Монако, Андреас, зайнявши друге місце в змаганнях, показав результат 89,60 м, встановивши таким чином свій новий найкращий результат і покращивши рекорд Норвегії.
У 2006 році Торкільдсен став чемпіоном Європи вигравши змагання в Гетеборзі. Окрім цього він виграв фінал Гран-прі ІААФ і побив свій власний рекорд, вперше метнувши снаряд за 90 метрів. 2 червня 2006 року на турнірі в Осло, йому вдалося показати результат 91,59 м.

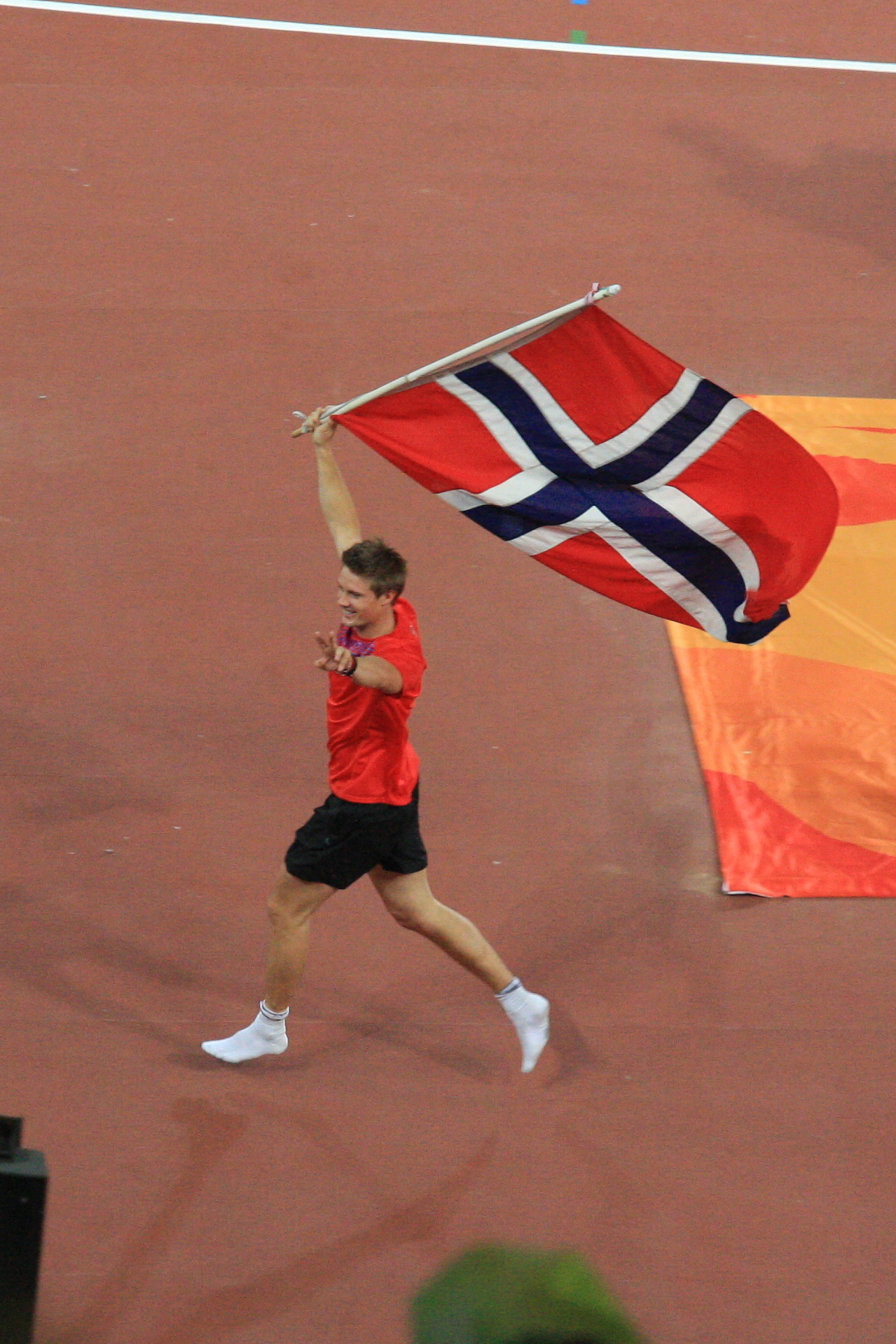
Андреас Торкілдсен святкує перемогу в Пекіні

Наступний рік видався не менш вдалим для Андреаса. На фіналі Гран-прі ІААФ він знову показав другий результат, так само як і на світовій першості в Осаці. В обох випадках він поступався своєму головному конкуренту в останні роки — Теро Піткамякі.
Головною подією наступного, 2008-го року, безумовно була Олімпіада. Торкільдсен підійшов до неї просто в чудовій формі і в блискучому стилі захистив свій титул. Найближчий суперник, яким став латиш Айнарс Ковальс, показав результат майже на 4 метра гірший. В кожній з своїх п'яти спроб (шосту він просто не виконував) Андреас показував результати, які дозволили б йому виграти медаль змагань. А в своїй найкращій спробі, після якої спис пролетів 90,57 м, норвежець встановив новий Олімпійський рекорд.
В сезоні 2009 року Андреас нарешті став чемпіоном світу. Таким чином він став діючим чемпіоном світу, Європи і Олімпійських ігор. Він настільки впевнено виглядав у фіналі, що йому навіть не довелося виконувати дві останні спроби. Закінчив сезон Андреас перемогою у фіналі Гран-прі ІААФ.

## Особисті рекорди
| Дата             | Місто             | Результат |
| ---------------- | ----------------- | --------- |
| 7 серпня, 1999   | Рига, Латвія      | 72,11 м   |
| 30 вересня, 2000 | Дадінген          | 77,48 м   |
| 7 червня, 2001   | Берген, Норвегія  | 83,87 м   |
| 16 червня, 2002  | Карлстад, Швеція  | 83,43 м   |
| 14 червня, 2003  | Вентспілс, Латвія | 85,72 м   |
| 28 серпня, 2004  | Афіни, Греція     | 86,50 м   |
| 10 вересня, 2005 | Монако            | 89,60 м   |
| 2 червня, 2006   | Осло, Норвегія    | 91,59 м   |
| 7 вересня, 2007  | Цюрих, Швейцарія  | 89,51 м   |
| 23 серпня, 2008  | Пекін, Китай      | 90,57 м   |
| 28 серпня, 2009  | Цюрих, Швейцарія  | 91,28 м   |